# Народні бібліотеки
Народні бібліотеки — збірна назва (міські безплатні народні читальні, громадські бібліотеки, народні читальні, громадські бібліотеки-читальні, народні с.-г. бібліотеки) загальнодоступних безплатних та почасти з незначною платнею бібліотек для широких верств трудового населення. Почали засновуватися в 1860—70-х рр. спершу на Херсонщині, Харківщині, а згодом по всіх визначних містах і містечках та селах Східної і Західної України. Утримувалися земствами, міськими думами, власниками фабрик і заводів, культурно-просвітніми, кооперативними установами й товариствами, окремими особами. Книгами користувалися як у читальних залах, так і брали додому. Спершу Н.б. перебували у віданні місцевих установ міністерства народної освіти, від 1867 — і МВС. Їхню діяльність унормовували «Правила про безкоштовні народні читальні» 1890, якими передбачалося комплектувати бібліотечні фонди відповідно до каталогів, схвалених ученим комітетом міністерства народної освіти. До Н.б. могла потрапити лише десята частина від книг, що видавалися. Вилучалася література соціально-політичного, пропагандистського змісту та наукова. Мережа Н.б. зросла в роки революції 1905—1907. Урівнювався їхній статус з платними публічними міськими бібліотеками. 1906 для них укладені нові «Правила». Н.б. й товариства, що ними опікувалися, друкували звіти про їхню діяльність. Багатьом з них присвоювалися імена відомих літераторів або осіб, на кошти яких куплялися книги (Київська міська народна безплатна бібліотека-читальня ім. В. Жуковського, Київ; Єврейська громадська бібліотека ім. І. Бродського). Від 1870-х рр. відкривалися також і при початкових школах. Н.б. в Україні налічувалося близько 3 тис. Після 1917 перетворені на масові бібліотеки.